# 후위칭
후위칭(중국어: 胡煜清, 병음: Hu Yuqing, 한자음: 호욱청, 1981년 8월 2일 ~ )은 중화인민공화국의 아마추어 바둑 기사이다. 상하이시 출신이다.

## 경력
상하이시에서 태어났다. 7세 무렵부터 바둑을 배우기 시작했지만 중고등학교에서는 공부에 집중했고 상하이금융경제대학에 진학하여 석사 학위를 받았다. 대학 졸업후 일부 바둑 대회에 선별적으로 참가했다. 2003년 황하배를 시작으로 2005년 제26회 세계 아마추어 바둑 선수권대회 등 다양한 대회에서 우승을 차지했다. 2009년 세계마인드스포츠게임 바둑 아마추어 남자 개인전과 2013년 천이배, 2015년 제10회 국무총리배에서 우승했다.
2015년 제2회 몽백합배 세계 바둑 오픈전 예선에서 에무라 기코와 캉뤠이, 하오웨펑을 연속으로 물리치고 본선 64강에 진출했지만 안정기에게 패배하여 탈락했다.